# Alfons av Aragonien (1481–1500)
Alfons av Aragonien, född 1481 i Kungariket Neapel, död 18 augusti 1500 i Rom, var hertig av Bisceglie och furste av Salerno. Han var son till Alfons II av Neapel och dennes älskarinna Trogia Gazzela.

## Biografi
Alfons gifte sig i juli 1498 med Lucrezia Borgia, dotter till påve Alexander VI och Vanozza Cattanei. Inom kort vände det politiska läget och Alexander VI hade intentionen att liera sig med Frankrike, fiende till Alfons familj. Alfons kände sig inte säker i Rom och flydde från staden i augusti 1499. Alexander VI sände soldater att söka efter honom, men Alfons höll sig undan. Det visade sig senare att Alfons vistades i Genazzano och Lucrezia övertalades att lura honom tillbaka till Rom. Lucrezia och Alfons sammanstrålade i Nepi och återvände till Rom i september 1499. 
Den 15 juli 1500 attackerades Alfons av lejda mördare på Peterskyrkans trappa. De knivhögg honom bland annat i huvudet, men han överlevde och fördes till Torre dei Borgia, där han vårdades för sina skador. På natten den 18 augusti tvingade sig kondottiären Micheletto Corella med en grupp beväpnade män in i Alfons rum och ströp honom till döds. Inledningsvis misstänktes påvens son Cesare Borgia för att ha anstiftat mordet. De skyldiga kan även ha funnits inom adelsätten Orsini, som var fiende till Colonna, den ätt som Alfons var lierad med.

## Bilder
| - Lucrezia Borgia. - Mordet på Alfons av Aragonien. |